# 石匱書

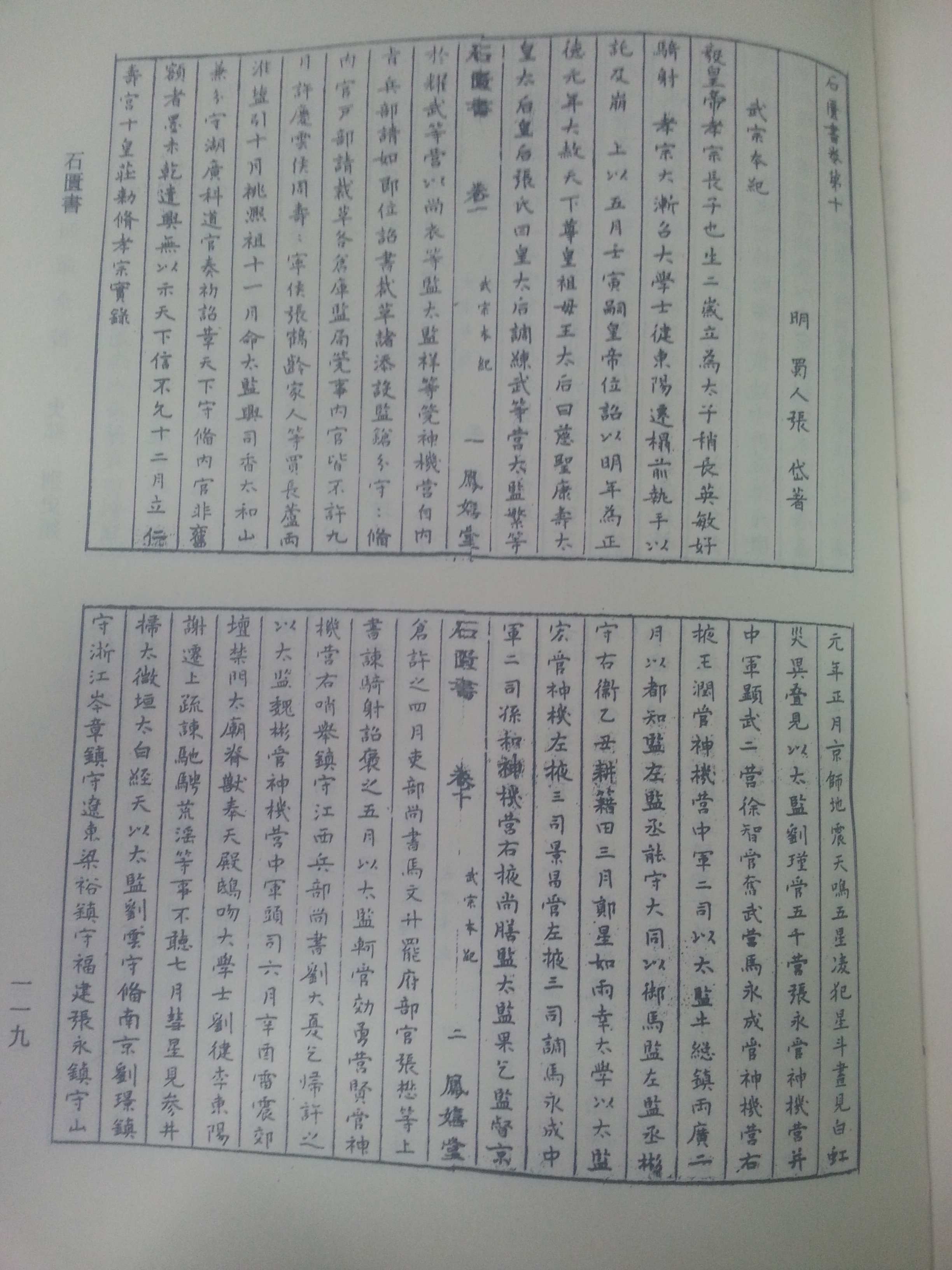
《石匱書》武宗本纪

《石匱書》，是一部紀傳體明史，明清張岱撰，起自洪武，迄於天啟，凡二百二十卷。有〈本紀〉、〈志〉、〈世家〉、〈列傳〉。
《石匱書》始撰於明崇禎元年（1628年），自序道：“經十七年，明亡後，攜副本屏跡深山，又十年而成書，五易其稿，九正其訛。”，脫稿後猶時加刪改，“事必求真、語必務確，五易其稿，九正其訛，稍有未核，寧缺勿書”，前後歷五十年。〈志〉和〈列傳〉有總論和附論，有“石匱書曰”為評論。《石匱書》因崇禎朝無〈實錄〉和〈起居注〉，材料不全，止於天啟。內容分：〈本紀〉、〈志〉、〈世家〉、〈列傳〉；〈志〉有天文、地理、禮樂、科目、百官、河渠、刑名、兵革、馬政、鹽法、漕運、藝文諸目。〈列傳〉下有循吏、獨行、行人、儒林、文苑、妙藝、方技、隱逸、名宦、宦者、勝國遺臣、盜賊、兀良哈、朵顏三衛、朝貢各國。
順治年間浙江谷應泰提督浙江學政，編《明史紀事本末》，以五百金購買《石匱書》，宗子因家貧慨然予之。谷應泰的《明史紀事本末》多取材自此書。康熙初年，谷應泰編修《明史紀事本末》時，張岱參與其中，得以望見崇禎朝的大量史料，如崇禎朝《邸報》，於是開始強化《石匱書》細節的鋪陳，並著手撰寫關於崇禎朝和南明史事的《石匱書後集》，分本紀、世家、列傳，體例一如《石匱書》，共六十三卷，附錄一卷。康熙三年（1664年）《石匱書》竣工，張岱仍繼續潛心撰寫《石匱書後集》。
邵廷將《石匱書》與談遷《國榷》並稱：“明季稗史雖多，而心思漏脫，體裁未備，不過偶記聞見，罕有全書。惟談遷編年，張岱列傳，兩家俱有本末。”邵廷采又說：“沉淫於有明一代紀傳，名曰《石匱書》。以擬鄭思肖之鐵函心史也。至於興廢存亡之際，孤臣貞士之操，未嘗不感慨流連隕涕，三致意也。”溫睿臨《南疆逸史》亦稱“兩家體裁較他稗史獨完具，而岱、遷于君臣朋友之間，天性篤至，其著書也征實覆核，不矜奇門，文以作者自居，故儒林尚之。”